# Alexa Rae
Alexa Rae (Atlanta, 10 december 1980) is een Amerikaanse pornoster.
Tijdens haar jeugd was zij veertien jaar lang een behendig ruiter, ze deed dit op nationaal niveau.
Ze zat op de St.Pius X Katholieke Hoge School in Atlanta, maar verliet die vroegtijdig.
Zij brak in 1998 op 18-jarige leeftijd door in de porno-industrie kort nadat zij was begonnen als stripper in The Gold Club in Atlanta onder de naam Fantasy.

## Filmografie
- Stealing Shots (2003)
- The Hitman (2003)
- Sinful Creations (2003)
- Sportf*cking (2003)
- Jessica's Place (2003)
- Caught Stealing (2003)
- Once You Go Black (2003)
- Casual Affairs (2003)
- The 6th Reflection (2002)
- Rush (2002)
- Feeding Frenzy (2002)
- Voluptuous 3 (2002)
- Flesh Hunter 2 (2002)
- Country Girls (2002) (V)
- Lex the Impaler 2 (2002)
- Rude Girls Number 6 (2002
- Buddha's Vegas Adventure (2002)
- Eager Beavers 5 (2002)
- Flesh Hunter 3 (2002)
- America the Beautiful (2002)
- Silk and Seduction (2002)
- Porn-o-matic 2001 (2001)
- Wild Thing (2001)
- Inmu 2 (2001)
- The Gate (2001)
- Partners Forever (2000)
- Busty Bombshells 3 (2000)
- Debbie Does New Orleans (2000)
- Shrink Wrapped (2000)
- Porn-o-matic 2000 (2000)
- Up and Cummers 77 (2000)
- Spellbound (2000)
- Blackheart (2000)
- In Style (2000)
- Ass Angels (2000)
- Whispers (2000)
- Dreamquest (2000)
- Wicked Wishes(2000)
- The Morgan Sex Project (1999)
- Midas Touch (1999)
- Say Aaah (1999)
- Crossroads (1999/II)
- Raw Footage: Take One (1999)
- Flesh Peddlers 6 (1999)
- Serenity in Denim (1999)
- Ambrosia (1999)
- Action Sports Sex 4 (1999)
- Trigger (1999)
- Backseat Driver 10: Smashes and Gashes (1999)
- Perfect Pink 4: Wired Pink Gangbang (1999)
- Pretty Girls (1999)
- More Than a Handful #7 (1999)
- Butt Sex 2 (1998)